# Almoloya de Juárez
Almoloya de Juárez är en kommun i Mexiko. Den ligger i västra delen av delstaten Mexiko, strax norr om Toluca de Lerdo och cirka 55 km sydväst om huvudstaden Mexico City. Den administrativa huvudorten i Almoloya de Juárez är Villa de Almoloya de Juárez, medan de största orterna är San Francisco Tlalcilalcalpan, Santiaguito Tlalcilalcalli och Fraccionamiento Colinas del Sol.
Kommunen hade sammanlagt 147 653 invånare vid folkräkningen 2010. Kommunens area är 485,21 kvadratkilometer, och den ingår i Region Toluca.